# Larry Lee
Larry Lee (* 7. März 1943 in Memphis, Tennessee als Lawrence Harold Lee Jr.; † 29. Oktober 2007 ebenda) war ein US-amerikanischer Gitarrist, hauptsächlich bekannt für seine Zusammenarbeit mit Jimi Hendrix und Al Green.

## Karriere
Noch während er die „Hamilton High School“ in Memphis besuchte, schrieb er für das Label Stax Records Songs. Darunter befanden sich auch Hits wie „What Can It Be“ und „A Woman Needs The Love of Man“, die von „The Astors“ interpretiert wurden. Im Alter von zwanzig Jahren studierte Lee an der Tennessee State University in Nashville. Hier lernte er Billy Cox und Jimi Hendrix kennen, mit denen sich eine tiefe Freundschaft entwickelte. Schnell wurde Lee Mitglied bei „The King Kasuals“, der damaligen Band Hendrix’ und Cox’. Sie konnten jedoch nur schlecht bezahlte Gigs in Nashville spielen ($11 für vier Abende in der Woche). Das veranlasste Hendrix dazu, im Januar 1964 nach New York zu ziehen, um dort weiter Musik zu machen. Lee hingegen blieb in Nashville und tourte weiterhin als Musiker mit Rhythm-and-Blues-Bands wie u. a. The Impressions. Er wurde jedoch zur US Army eingezogen und leistete seinen Militärdienst in Vietnam ab, wo er eine Kopfverletzung erlitt. 1969, nach seiner Entlassung aus der Army, wurde Lee von Hendrix, der mittlerweile zum Weltstar geworden war, eingeladen, in seiner Band zu spielen. Lee zog nach New York und wurde so – eine Woche vor dem berühmten Woodstock-Festival im August 1969 – Rhythmusgitarrist von „Gypsy Sun and Rainbows“. Der letzte Auftritt in dieser Formation fand schon kurze Zeit nach dem Woodstock-Auftritt am 10. September 1969 im Salvation nightclub in New York statt. Kurze Zeit später kam es zu einem Konflikt zwischen Hendrix und seinem Management, das seine alte Band The Jimi Hendrix Experience wieder ins Leben rufen und auf Tour schicken wollte. Um den Druck von Hendrix zu nehmen, sei Lee daher wieder zurück nach Memphis gegangen.
In den 1970er-Jahren wurde Lee ein fester Bestandteil der Musikergruppe um Al Green. Die Zusammenarbeit sollte über dreißig Jahre dauern. Sie traten in mehreren Fernsehsendungen auf, u. a. bei The Tonight Show. Sie legten den Song Judy neu auf, den Lee in der Zeit geschrieben hatte, als er noch mit Hendrix zusammen spielte. Das Lied erschien im Jahr 1972 auf dem Album Let's Stay Together.
In jüngerer Vergangenheit arbeitete Lee mit Timothy Lee Matthews zusammen, an dessen Album Songs for the Greats (2000) er mitschrieb. Außerdem wurde noch nicht veröffentlichtes Material, Jimi Hendrix Live at Woodstock (1994), Jimi Hendrix South Saturn Delta (1997) veröffentlicht, auf dem Lee als Rhythmusgitarrist zu hören ist. Darüber hinaus hatte er eine Band namens „Elmo & The Shades“.

## Tod
Larry Lee starb am 29. Oktober 2007 im „Veterans Medical Center“ in Memphis an den Folgen einer Magenkrebserkrankung. Er hinterlässt seine Mutter, seine Ehefrau, vier Kinder und fünf Enkelkinder.